# Ziad Rahbani
Ziad Rahbani o Ziyad al-Rahbany (àrab: زياد الرحباني, Ziyād ar-Raḥbānī) (Antelias, 1 de gener de 1956 - Beirut, 26 de juliol de 2025) va ser un compositor, pianista, dramaturg i comentarista polític libanès. Era fill de Fairouz, una de les cantants més famoses del Líban i del món àrab, i d'Assi Rahbani, un dels fundadors de la música àrab moderna. Molts dels seus musicals satiritzen la política libanesa tant durant com després de la Guerra Civil Libanesa, i sovint critiquen l'establishment polític tradicional.

## Vida
Ziad Rahbani és fill del compositor libanès Assi Rahbani i de Nouhad Haddad, la icònica cantant libanesa Fairuz. Els seus oncles paterns, Mansour Rahbani i Elias Rahbani, també foren importants músics, compositors i dramaturgs.
Rahbani va estar casat amb Dalal Karam, amb qui va tenir un fill, Assi, que posteriorment descobriria que no era el seu fill biològic. La seva relació va acabar en divorci, cosa que va fer que Karam escrivís una sèrie d'articles per a la revista de xafarderies Ashabaka sobre el seu matrimoni. Rahbani va compondre diverses cançons sobre la seva relació, com ara «Marba el Dalal» i «Bisaraha».
Rahbani va estar molt vinculat als moviments d'esquerra libanesos, s'autodefinia com a comunista i va militar al Partit Comunista Libanès durant tota la seva vida. En una entrevista amb el periodista Ghassan Bin-Jiddu, Rahbani va declarar que les massacres al camp palestí de Tell al-Zaatar per milícies cristianes d'extrema dreta el 1976 van ser la principal raó que el va impulsar a marxar a Beirut Oest. També va expressar el seu suport a la resistència libanesa i al seu projecte davant de «l'ocupació israeliana i el seu règim sionista d'apartheid». Membre d'una família cristiana maronita, el seu posicionament polític i els seus punts de vista eren molt radicals en comparació amb el seu entorn adolescent de dretes. Popularment es considerava que Rahbani era ateu.
Rahbani va morir en un hospital de Beirut cap a les 9:00 del matí (6:00 UTC) el 26 de juliol de 2025, a l'edat de 69 anys, després de lluitar contra una malaltia.

## Carrera professional
La primera obra artística coneguda de Rahbani és «Sadiqi Allah» (‘El meu amic Déu’), una col·lecció de textos escrits entre els anys 1967 i 1968, quan era adolescent.
El 1973, als 17 anys, Rahbani va compondre la seva primera peça per a Fairuz, la seva mare. Assi Rahbani, el seu pare, va ser hospitalitzat i la seva mare Fairuz havia d'interpretar el paper principal a Al Mahatta, dels germans Rahbani. Mansour Rahbani, el seu oncle, que havia escrit la lletra d'una cançó sobre l'absència forçada d'Assi Rahbani, va encarregar a Ziad Rahbani la tasca de compondre'n la música. La cançó «Saalouni El Nass» (‘La gent em va preguntar’) va donar a Rahbani reconeixement en el món de la música.
Rahbani va aparèixer per primera vegada sobre un escenari a Al Mahatta, on interpretava el paper del detectiu. Més tard també va aparèixer a Mays el Rim, dels germans Rahbani, en el paper d'un dels policies. Ara bé, els primers passos importants de Rahbani al teatre van ser amb la companyia Teatre Bkennaya a l'obra Sahriyyeh. Va continuar amb una sèrie d'obres altament polititzades. A la seva tesi The Harvest of Thorns: Political Comedy Theater in Syria and Lebanon, Aksam Al-Youssef afirma: «En aquestes circumstàncies, com un jove ja adult, Ziad es va imposar a l'escena artística com a dramaturg, director, compositor, pianista i actor. En poc temps, el seu teatre original es convertiria en el centre d'atenció dels joves, que hi van trobar la veu d'una generació perduda atrapada en la guerra i la violència».
Com a actor, a més d'aparèixer a les seves pròpies obres de teatre, Rahbani va protagonitzar la pel·lícula de Randa Chahal Sabbagh de l'any 2003 The Kite.

### Col·laboracions
Abans, durant i després de la guerra civil libanesa, Rahbani va publicar i coeditar diversos àlbums com: Bi hal shakel, Abou Ali, Halleluja, Shareet Ghayr Houdoudi, Houdou Nesbi, Ana Mouch Kafer, Hakaya al Atfal, Bema Enno, Monodose (amb la cantant Salma Mosfi) i Maaloumat Mush Akidi (amb la cantant Latifa).

## Teatre polític i social
Ziad Rahbani va escriure diverses obres de teatre, de contingut polític i social:
- بالنسبة لبكرا شو؟ (1978)
- فيلم أميركي طويل (1980)
- شي فاشل (1983)
- نزل السرور (1974)

## Actor
Ziad Rahbani va actuar tant al teatre com darreres les càmeres.

### Teatre
- المحطّه (1973)
- سهرية (1973)
- نزل السرور (1974)
- بالنسبة لبكرا شو؟ (1978)
- فيلم أميركي طويل (1980)
- شي فاشل (1983)
- بخصوص الكرامة والشعب العنيد (1993)
- لولا فسحة الامل (1994)

### Cinema
- نهلة, Nahla (1979), director: Farouk Beloufa, paper: Azif
- طيارة من ورق, Ṭiyyāra min waraʔ (2003), directora: Randa Chahal Sabag, paper: Ziad

## Discografia

### Treballs d'estudi
| Any  | Títol original                  | Traducció                    | Productor(s)               | Compositor(s) de les cançons                                                    | Vocalistes                                                                   | Discogràfica     | Cançons principals                                            |
| ---- | ------------------------------- | ---------------------------- | -------------------------- | ------------------------------------------------------------------------------- | ---------------------------------------------------------------------------- | ---------------- | ------------------------------------------------------------- |
| 1973 | A Rahbani Festival              | Un festival Rahbani          | Ziad Rahbani               | Assi i Mansour Rahbani Sayed Darwish                                            |                                                                              | Veu d'Orient     | Allamouni                                                     |
| 1977 | Kyrie Eleison                   |                              | Ziad Rahbani               | Ziad Rahbani                                                                    | Magida El Roumi Samy Clarke Lady Madonna Joseph Sakr Youhanna Al-Habib Sader | Veu d'Orient     | Nahnou Sahiroun Sayidi                                        |
| 1977 | بالأفراح                        | Música de casament           | Ziad Rahbani               | Assi i Mansour Rahbani Ziad Rahbani Sayed Darwish Halim El Roumi Mohamed Sultan |                                                                              | Philips          | Zourouni                                                      |
| 1979 | أبو علي / Preludi (Maxi Single) |                              | Ziad Rahbani               | Ziad Rahbani                                                                    |                                                                              | Zida             | مقدمة مسرحية ميس الريم Preludi de Mays El Rim أبو علي         |
| 1979 | Belly Dance Fever               | Febre de la dansa del ventre | Ziad Rahbani Elias Rahbani | Assi i Mansour Rahbani Ziad Rahbani Elias Rahbani Sayed Darwish                 |                                                                              | Voix de l'Orient | El Hilwa Di                                                   |
| 1985 | هدوء نسبي                       | Calma relativa               | Ziad Rahbani               | Ziad Rahbani Joe Sample                                                         | Ziad Rahbani Sami Haouat Monica Asali                                        | Voix de l'Orient | Bala Wala Shi Rouh Khabbir Khalas                             |
| 1987 | Hekaya                          | Història                     | Ziad Rahbani               | Ziad Rahbani Najat Naimeh Abido Basha                                           | Salma Mosfi Carmen Lebbos                                                    | ---              | Ossat Al-Koz                                                  |
| 1987 | Shrit Gher Hdoudy               | Cinta sense vores            | Ziad Rahbani               | Ziad Rahbani                                                                    | Ziad Rahbani Sami Haouat                                                     | Aprodisco        | Bi Saraha                                                     |
| 1995 | بما إنو                         | Tenint en compte això...     | Ziad Rahbani               | Ziad Rahbani                                                                    | Ziad Rahbani Joseph Sakr Salma Mosfi                                         | Voix de l'Orient | Bema Enno... Talfan Ayash                                     |
| 2001 | مونودوز                         | Monodosi                     | Ziad Rahbani               | Ziad Rahbani Antônio Carlos Jobim Astrud Gilberto                               | Ziad Rahbani Salma Mosfi                                                     | EMI              | Un vidre a casa nostra Wallaat Ktir Assaada Allahou Masa'akom |

### Àlbums per a Fairuz
| Any  | Títol original                                | Traducció                                    | Compositor(s) de les cançons                                            | Discogràfica        |
| ---- | --------------------------------------------- | -------------------------------------------- | ----------------------------------------------------------------------- | ------------------- |
| 1972 | سألوني الناس (Cançó del musical "Al Mahatta") | La gent em va preguntar                      | Mansour Rahbani Ziad Rahbani                                            | Voix de l'Orient    |
| 1987 | معرفتي فيك                                    | El que sé de tu                              | Assi i Mansour Rahbani Ziad Rahbani Joseph Harb Joaquín Rodrigo         | Relax-In            |
| 1989 | Live at the Royal Festival Hall London        | En directa al Royal Festival Hall de Londres | Assi i Mansour Rahbani Ziad Rahbani Sayed Darwish                       | Voix de l'Orient    |
| 1991 | كيفك أنت                                      | Com estàs?                                   | Ziad Rahbani Joseph Harb                                                | Relax-In            |
| 1995 | إلى عاصي                                      | [Dedicat] a Assi                             | Assi i Mansour Rahbani                                                  | Voix de l'Orient    |
| 1999 | مش كاين هيك تكون                              | No se suposava que havia de ser així         | Ziad Rahbani Mohamed Mohsen Qays Bin Al-Malouh                          | Relax-In            |
| 2000 | فيروز في بيت الدين                            | En directe a Beiteddine                      | Assi i Mansour Rahbani Ziad Rahbani Sayed Darwish Mohamed Younes Alqadi | EMI                 |
| 2002 | ولا كيف                                       | Les fulles mortes                            | Ziad Rahbani Jacques Prévert i Joseph Kosma Jerry Leiber i Mike Stoller | Relax-In            |
| 2010 | ايه، في أمل                                   | Sí, hi ha esperança                          | Assi i Mansour Rahbani Ziad Rahbani                                     | Fayrouz Productions |

### Teatre i ràdio
| Any  | Títol original              | Traducció                                      | Productor    | Cantant(s)                                                                       | Vocalistes                                           | Discogràfica          | Temes principals                                                                      |
| ---- | --------------------------- | ---------------------------------------------- | ------------ | -------------------------------------------------------------------------------- | ---------------------------------------------------- | --------------------- | ------------------------------------------------------------------------------------- |
| 1973 | سهرية.                      | Evening                                        | Ziad Rahbani | Ziad Rahbani                                                                     | Joseph Sakr Marwan Mahfouz Georgette Sayegh          | Voix de l'Orient      | Ya Bint Al Maawin Dallouni Al Aynayn Al Soud Fi Oyoun Btebki El Hala Taabana Ya Leila |
| 1974 | نزل السرور                  | Hotel de la felicitat                          | Ziad Rahbani | Ziad Rahbani Franz Liszt Gerardo Matos Rodriguez                                 | Ziad Rahbani Joseph Sakr Carmen Lebbos Sami Haouat   | Voix de l'Orient      | Baatilak Ya Habib Al Rouh Jayi Maa Al Shaab Al Maskin Mashi El Hal                    |
| 1978 | بالنسبة لبكرا شو؟           | Què passarà demà?                              | Ziad Rahbani | Ziad Rahbani Joseph Sakr Sami Haouat Nabila Zaitouni                             | Ziad Rahbani Joseph Sakr Sami Haouat Nabila Zeitouni | Zida                  | Al Bosta Ismaa Ya Reda                                                                |
| 1980 | فيلم أميركي طويل            | Una llarga pel·lícula americana                | Ziad Rahbani | Ziad Rahbani                                                                     | Ziad Rahbani Joseph Sakr Sami Haouat Mona Maraashli  | Zida                  | Rajiaa Bi Izn Allah Ya Zaman Al Ta'ifiya                                              |
| 1985 | شي فاشل                     | Failure                                        | Ziad Rahbani | Ziad Rahbani                                                                     | Ziad Rahbani Joseph Sakr Sami Haouat Mona Saidun     | Voice of Beirut       |                                                                                       |
| 1985 | أنا مش كافر                 | No soc infidel                                 | Ziad Rahbani | Ziad Rahbani                                                                     | Ziad Rahbani Farouq Al Koussa Stephanie Stephano     | Relax-In              | أنا مش كافر                                                                           |
| 1986 | Bhal Shakel                 | Oriental Jazz Concert Live At Buc, Irwin Hall  | Ziad Rahbani | Ziad Rahbani Frédéric Chopin Antônio Carlos Jobim Thelonious Monk Charlie Parker |                                                      | Aprodisco             |                                                                                       |
| 1987 | El Akl Zineh                | El pensament és decoratiu                      | Ziad Rahbani | Ziad Rahbani                                                                     | Ziad Rahbani                                         | Sawt Al Shaab         |                                                                                       |
| 1992 | لولا فسحة الامل             | If It Weren't For Hope                         | Ziad Rahbani | Ziad Rahbani                                                                     | Grace Aoun Toufic Kerbaj                             | Relax-In              |                                                                                       |
| 1993 | بخصوص الكرامة والشعب العنيد | About Dignity and Stubborn People              | Ziad Rahbani | Ziad Rahbani                                                                     | Carmen Lebbos                                        | Relax-In              |                                                                                       |
| 1993 | Tabeh La Shi Tebeh Shi      | Following Something That's Following Something | Ziad Rahbani | Ziad Rahbani                                                                     | Ziad Rahbani Salma Mosfi                             | Relax-In              |                                                                                       |
| 1996 | Al Fasl Al Akher            | La darrera part                                | Ziad Rahbani | Ziad Rahbani Antônio Carlos Jobim Astrud Gilberto                                | Ziad Rahbani Carmen Lebbos Salma Mosfi               | Cairo Beirut Audio    |                                                                                       |
| 2006 | W Noss Alf 500              | La meitat de 1000, 500                         | Ziad Rahbani | Ziad Rahbani Baz Luhrmann                                                        |                                                      | Bankers Assurance SAL |                                                                                       |
| 2008 | Live at Damascus Citadel    | En directe a la Ciutadella de Damasc           | Ziad Rahbani | Ziad Rahbani Sayed Darwish Mohamed Younes Al Kadi                                | Ziad Rahbani Bassel Daoud Rasha Rizk                 | Art Line              |                                                                                       |